# Westelijke wigsnaveltimalia
De westelijke wigsnaveltimalia (Stachyris humei synoniem: Sphenocichla humei) is een zangvogel uit de familie Timaliidae (timalia's). 

## Verspreiding en leefgebied
Deze soort komt voor in het oosten van Nepal, Sikkim, Bhutan en aangrenzende delen in de Indiase Himalaya. Het leefgebied is natuurlijk, montaan bos op hoogten tussen de 900 en 2000 m boven zeeniveau waar de vogel voorkomt in de ondergroei.

## Status
De grootte van de populatie wordt geschat op 2500-10.000 volwassen vogels. Aangenomen wordt dat de soort afneemt door habitatverlies. Op de Rode lijst van de IUCN heeft deze soort daarom de status gevoelig.